# Sciara nigripes
Sciara nigripes är en tvåvingeart som först beskrevs av Johann Wilhelm Meigen 1818.  Sciara nigripes ingår i släktet Sciara och familjen sorgmyggor. Inga underarter finns listade i Catalogue of Life.